# Rigor mortis

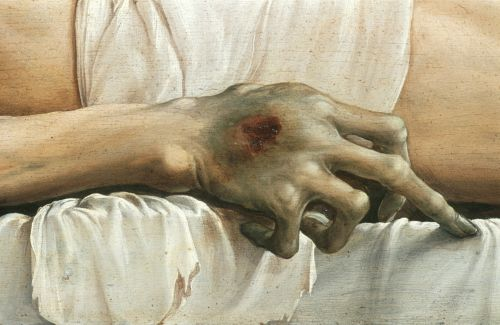
Mão rígida

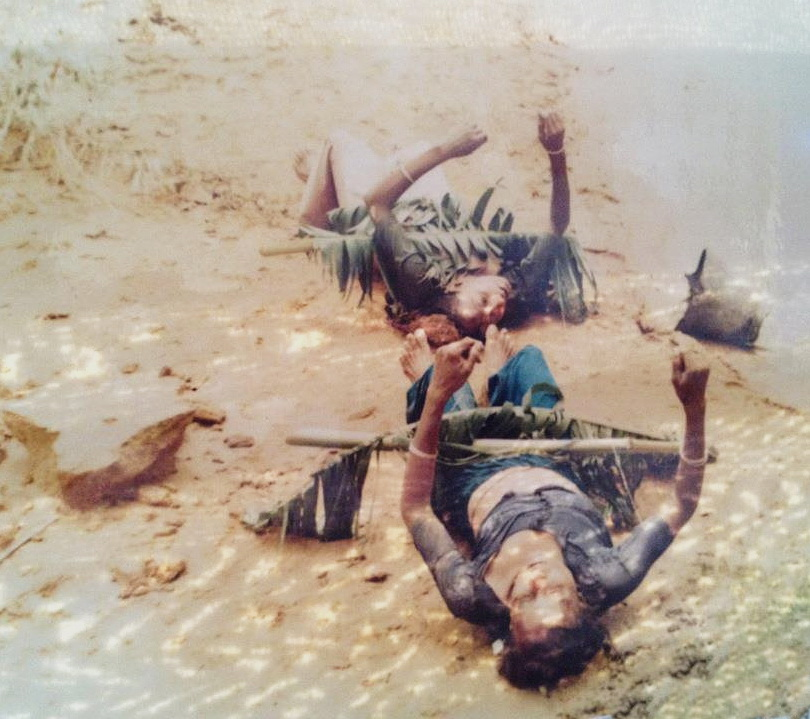
Corpos de vítimas do Ciclone Gorky, que atingiu Bangladesh em 1991, em Sandwip, já apresentando sinais visíveis de rigor mortis

Rigor mortis (do latim rigor, rigidez e mortis, morte) ou rigidez cadavérica é um sinal reconhecível de morte que é causado por uma mudança bioquímica nos músculos, causando o endurecimento muscular do cadáver e a impossibilidade de mexê-los ou manipulá-los.
O tempo de início e de duração da rigor mortis depende da temperatura e da umidade do ambiente e do corpo, começando em média em quatro a oito horas e no máximo em 12 a 18 horas, e terminando após 24 a 36 horas decorridas da morte.
É um dos quatro sinais de morte, geralmente descritos como pallor mortis, algor mortis, rigor mortis e livor mortis.

## Tempos
Em média, presumindo-se temperatura ambiente de 20° C e umidade moderada:
- Ausente: nas primeiras quatro horas pós-morte;
- Mínima: entre quatro a oito horas;
- Moderada: entre oito a 12 horas;
- Avançada: entre 12 a 18 horas;
- Completa: entre 18 a 24 horas;
- Dissipando: após 24 a 36 horas, podendo demorar até 72 horas para o relaxamento completo.

## Causa
A causa bioquímica da rigor mortis começa com o cessamento do bombeamento de íons de cálcio para o interior do retículo sarcoplasmático (pela ausência de ATP), de forma que a concentração citossólica deste íon aumenta gradativamente. Também contribui para este aumento na concentração citossólica de íon cálcio, a degradação das cisternas terminais do retículo. 
O cálcio liberado se liga à troponina C e induz a mudança conformacional da tropomiosina, expondo os sítios de ligação actina-miosina. Normalmente as moléculas de miosina contendo ATP previamente ligado interagem com os filamentos de actina que agora têm seus sítios de ligação expostos, porém como não existe um novo ATP para desfazer o complexo ADP-miosina/actina os músculos tornam-se rígidos.
A circulação sanguínea cessa, assim como o transporte do oxigênio e retirada dos produtos do metabolismo. Os sistemas enzimáticos continuam funcionando após algum tempo da morte. Assim, a glicólise continua de forma anaeróbica, gerando ácido láctico, que produz diminuição do pH.

## Fatores relevantes
Fatores que aceleram o início e fim da rigor mortis:
- Exercício físico antes da morte;
- Temperatura ambiental elevada;
- Convulsão;
- Eletrocussão;
- Hipertermia ou febre;
- Drogas que aumentem a temperatura corporal.

Fatores que desaceleram a rigor mortis:
- Hipotermia;
- Temperatura ambiental baixa;
- Pneumonia;
- Hemorragia;
- Doenças do sistema nervoso.